# Shasta (rivière)
Pour les articles homonymes, voir Shasta.
La Shasta est une rivière de Californie, aux États-Unis, affluent du fleuve Klamath.